# Ochryda
Ochryda (mac. Охрид – Ohrid, staroż. ilir. Diassarites, gr. Λύχνιδος – Lychnidos, alb. Ohër, Ohri) – miasto w południowo-zachodniej Macedonii Północnej, nad Jeziorem Ochrydzkim, u stóp gór Galiczica. Ośrodek administracyjny gminy Ochryda. Liczba mieszkańców wynosi 42 033 (80% Macedończyków, 7% Albańczyków, 5% Turków – dane z 2002 r.), co czyni miasto siódmym w kraju pod względem wielkości.
W mieście rozwinął się przemysł włókienniczy oraz rzemiosło artystyczne.

## Historia
Dzisiejsza Ochryda stoi na miejscu starożytnych miast Diassarites i Lychnidos. Przez miasto przebiegała Via Egnatia. Chrześcijaństwo zapuściło korzenie w mieście już w IV wieku. Nocą z 29 na 30 maja 526 miasto zostało całkowicie zniszczone przez trzęsienie ziemi, a następnie na rozkaz cesarza Justyniana odbudowane jako Iustiniana Prima – stolica prefektury Ilirii i metropolia kościelna naddunajskich ziem cesarstwa. Biskupstwo szybko uzyskało autokefalię, co zaważyło na jego dalszych dziejach. Było także przedmiotem sporów o obediencję między patriarchami Rzymu i Konstantynopola, wygranego ostatecznie przez Wschód.
Najazdy słowiańskie i awarskie w VI i VII wieku doprowadziły Ochrydę do upadku. W 867 miasto podbili Bułgarzy. W 879 pierwszy raz pojawia się słowiańska nazwa miasta: „Ohrid”; jedna z legend odnośnie do powstania tej nazwy głosi, że ludy słowiańskie wkraczając na ten teren zaniemówiły z wrażenia a pierwsze słowa, które popłynęły z ich ust brzmiały: „och, rid!” co znaczy (och, wzgórze!). Schyłkowe lata pierwszego państwa bułgarskiego, 990-1015, były okresem świetności Ochrydy – stała się ona wówczas stolicą tego państwa, siedzibą cara Samuela, a także siedzibą słowiańskiego patriarchy. W 1018 r. Bizantyjczycy zdobyli miasto, cesarstwo Samuela upadło, a patriarchat został zdegradowany do rangi arcybiskupstwa podległego patriarsze Konstantynopola. Mimo tego za czasów osmańskich (na początku XVI wieku) arcybiskupowi Ochrydy podlegali prawosławni biskupi Sofii, Widina, Pecia, południowej Italii, a nawet Mołdawii i Wołoszczyzny. Arcybiskupstwo zostało zlikwidowane dopiero w 1767. W 1967 powstał nawiązujący do jego tradycji Macedoński Kościół Prawosławny.
Jako siedziba autokefalicznego metropolity Ochryda stała się ważnym ośrodkiem kulturalnym. Tu miała swoje centrum tzw. ochrydzka szkoła piśmiennicza. Prawdopodobnie właśnie w Ochrydzie św. Klemens Ochrydzki stworzył cyrylicę. W zburzonej przez Turków cerkwi, w miejscu zwanym Plaošnik, prawdopodobnie mieściła się szkoła typu uniwersyteckiego. W ostatnich latach cerkiew Świętego Pantelejmona odbudowano, w cerkwi umieszczono grobowiec św. Klemensa, a wokół cerkwi prowadzone są prace archeologiczne. Odsłonięto pozostałości bazylik wczesnochrześcijańskich z zachowanymi mozaikami.
W 1083 Ochrydę zdobył Boemund I. W XIII i XIV wieku miasto należało do łacińskiego księstwa Salonik (od 1202), Despotatu Epiru, drugiego państwa bułgarskiego, cesarstwa bizantyjskiego i (od 1334) do królestwa Serbii. Pod koniec XIV wieku zdobyli je Turcy osmańscy. Liczba chrześcijańskiej ludności miasta zaczęła wówczas spadać – aż do kilkuset osób w 1664. Miasto zaczęło się rozwijać dopiero w XVIII wieku. W XVIII i XIX wieku, podobnie jak cały europejski obszar imperium osmańskiego, przeszło przez okres feudalnej anarchii i powstań narodowowyzwoleńczych. Na początku XX wieku Ochryda liczyła 14,9 tys. mieszkańców, z tego 8 tys. Macedończyków i 5 tys. Turków. Miasto było wówczas siedzibą władz gminy w Sandżaku Bitola (Monastir).
W 1980 roku Ochryda i Jezioro Ochrydzkie zostały wpisane na listę światowego dziedzictwa UNESCO.
Po wojnach bałkańskich Ochryda znalazła się w granicach Serbii. W 1945 znalazła się w granicach Republiki Macedonii wchodzącej w skład Jugosławii. Po ogłoszeniu przez Macedonię niepodległości w 1991 weszła w skład niepodległego państwa.
W 2001 zawarto w Ochrydzie porozumienie między władzami Macedonii a przywódcami mniejszości albańskiej, ustanawiające modus vivendi tej mniejszości w państwie.
Od 2002 miasto jest siedzibą Arcybiskupstwa Ochrydzkiego, podlegającego Serbskiemu Kościołowi Prawosławnemu.

## Turystyka, zabytki
W 1980 Ochryda została uznana przez UNESCO za część światowego dziedzictwa.
W mieście zachowały się liczne cerkwie (cerkiew św. Zofii z zachowanymi freskami z XI wieku, św. Klemensa i Pantelejmona, św. Jana w Kaneo z XIV wieku, św. Klemensa z XIII wieku, św. Jerzego, św. Zauma, św. Petki, św. Stefana), ruiny bazyliki św. Erazma z IV wieku, ruiny twierdzy cara Samuela z X-XI wieku i starożytny teatr. W mieście działa muzeum piśmiennictwa słowiańskiego. 25 km na południe od Ochrydy leży zabytkowy klasztor św. Nauma.
Co roku w Ochrydzie odbywa się letni festiwal teatralny Lato Ochrydzkie (lipiec–sierpień), festiwal folkloru bałkańskiego (czerwiec) i festiwal bałkańskiej muzyki ludowej (sierpień).
Obecnie najważniejszą gałęzią gospodarki regionu jest turystyka. Ruch turystyczny obsługuje m.in. pobliski port lotniczy Ochryda im. św. Apostoła Pawła.

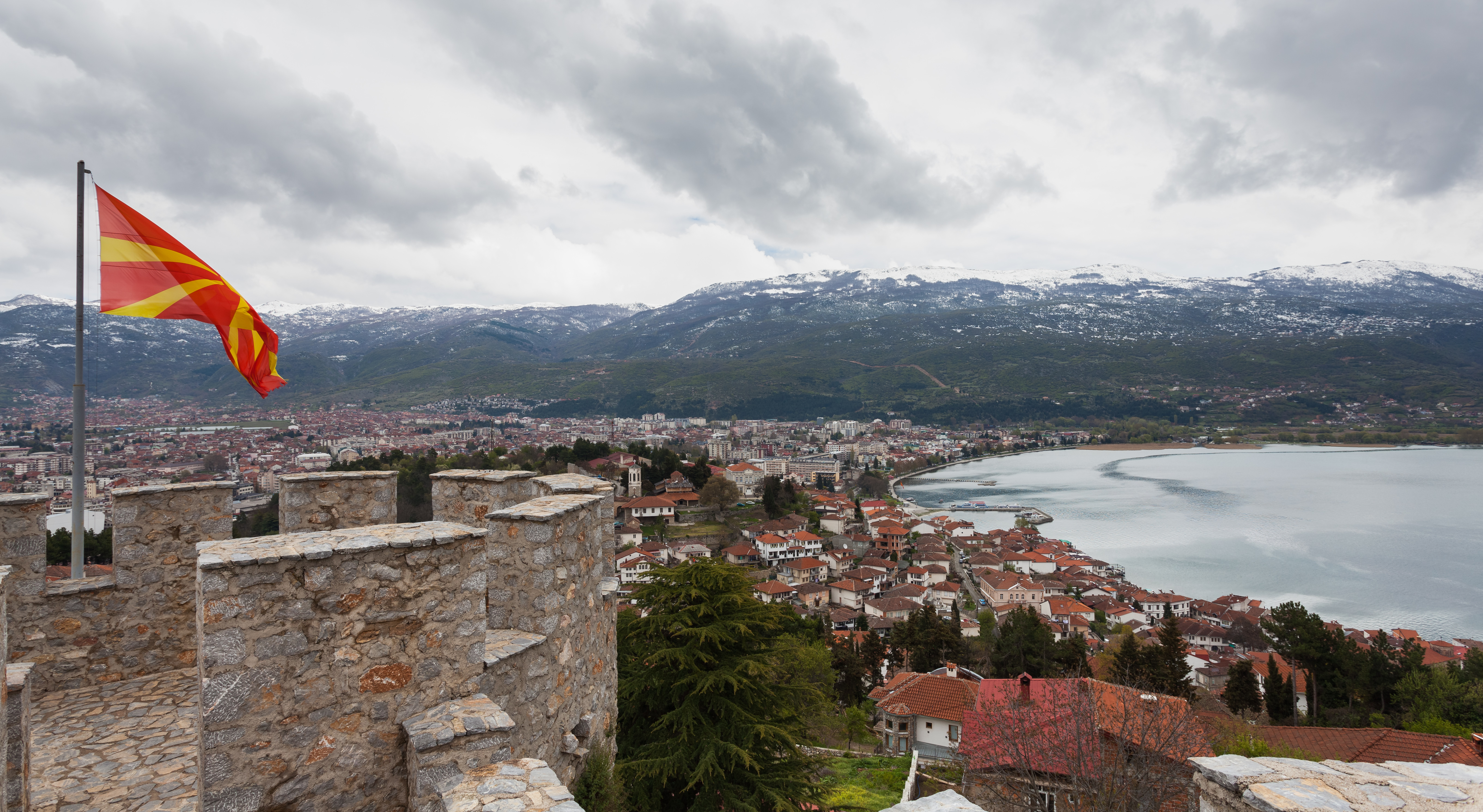
Widok na miasto z twierdzy cara Samuela
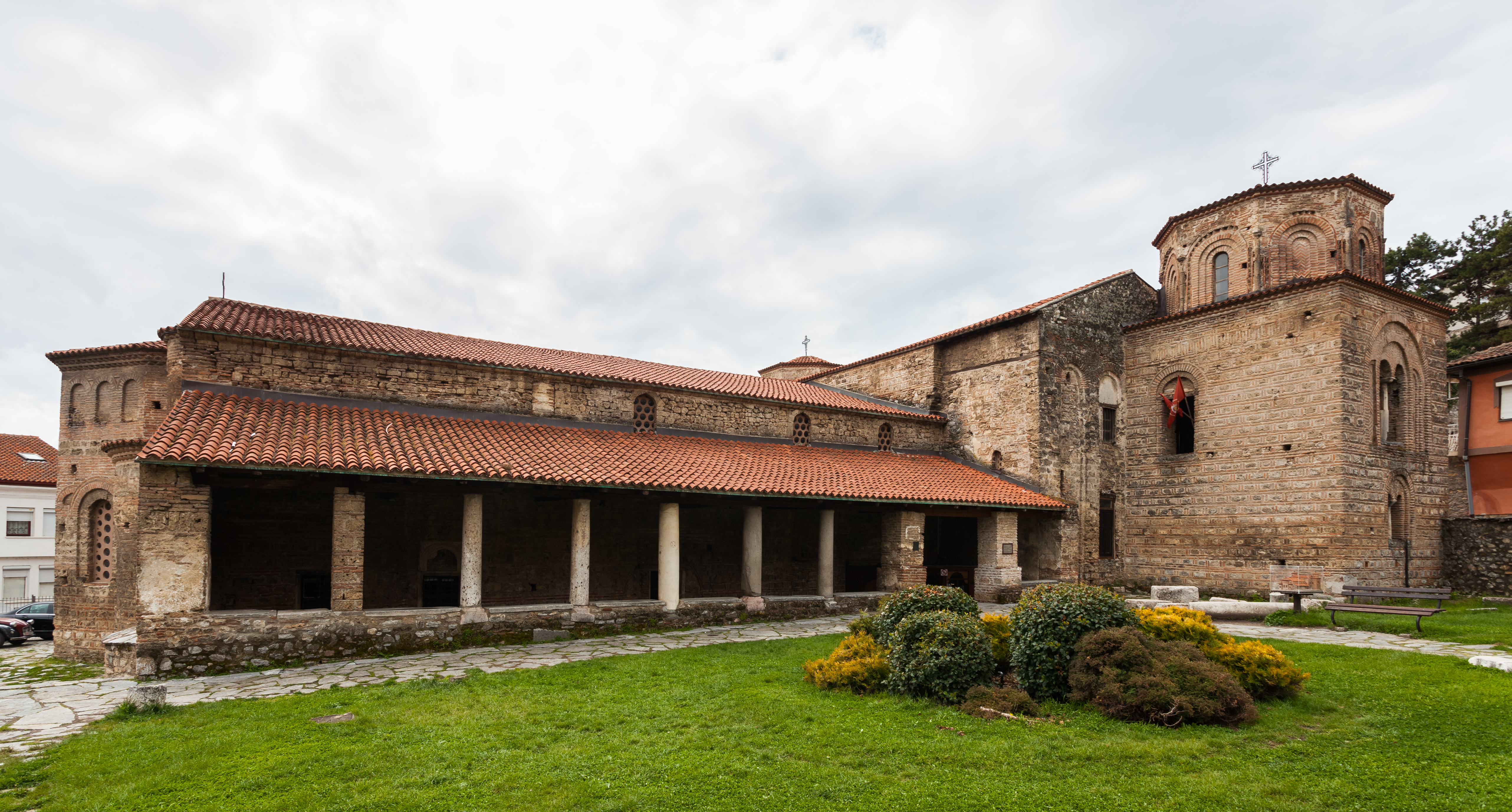
Cerkiew świętej Zofii
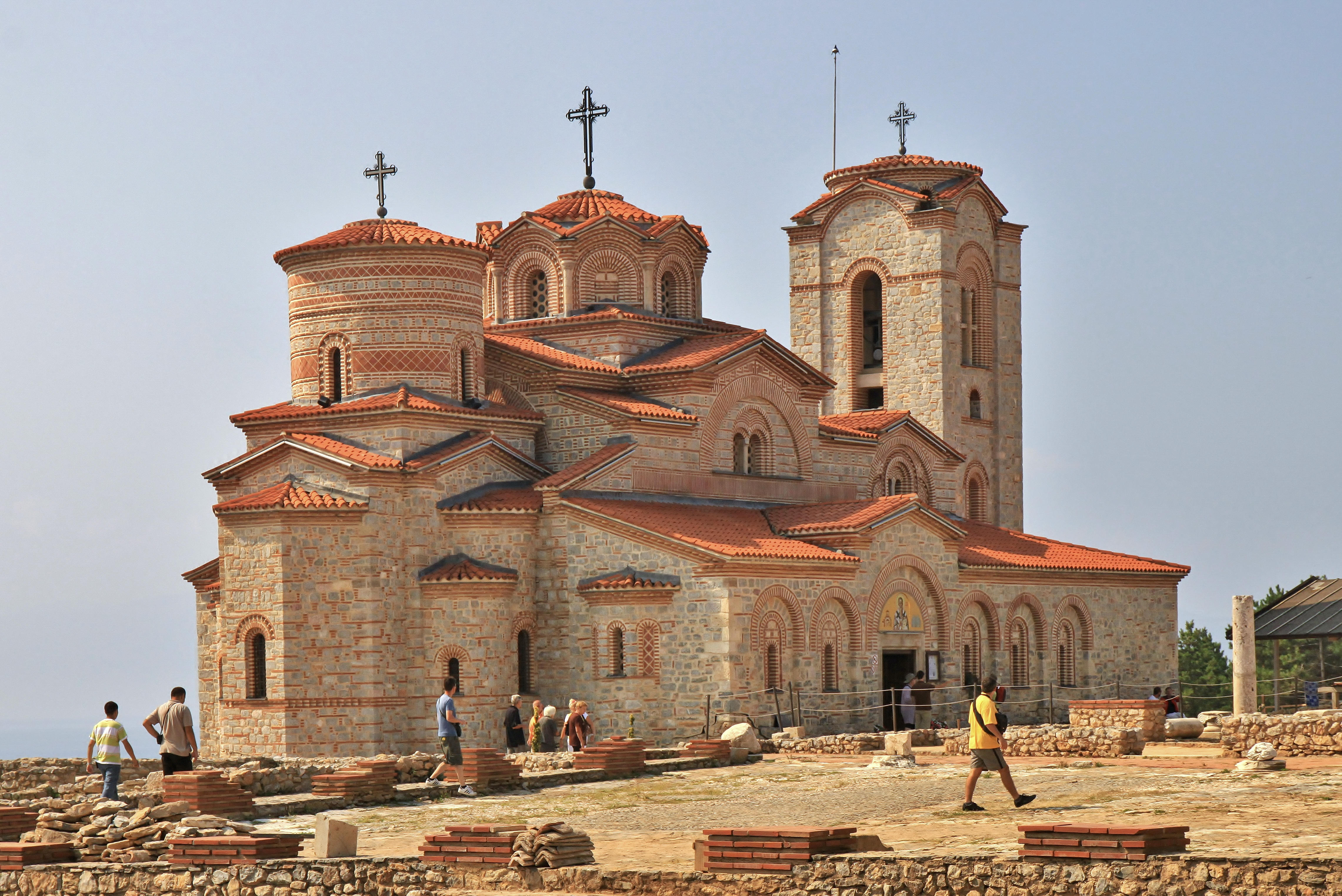
Cerkiew św. Pantelejmona
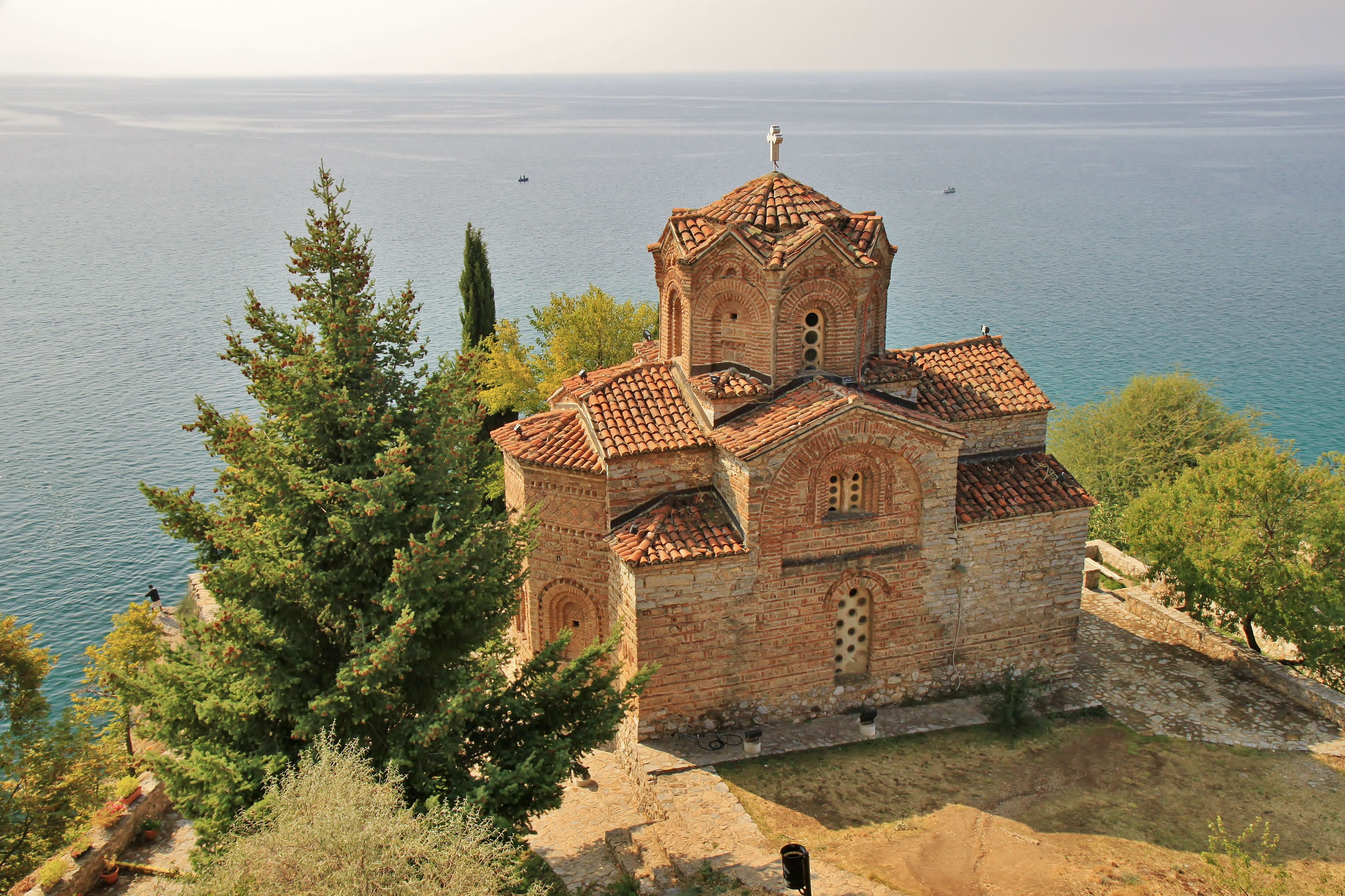
Cerkiew św. Jana Teologa w Kaneo
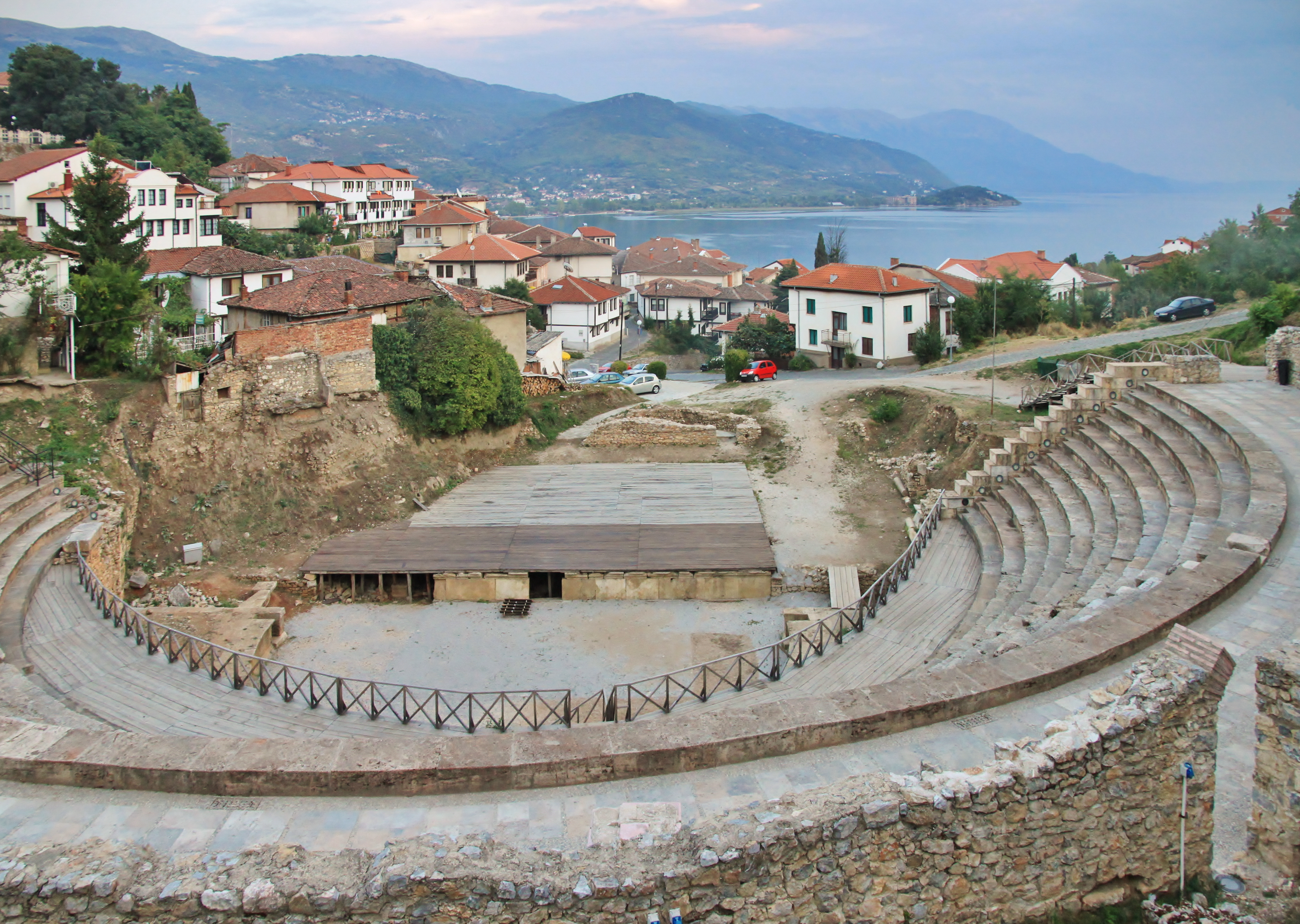
Starożytny Teatr

## Miasta partnerskie[3]
- Kragujevac, Serbia (od 1977)
- Vinkovci, Chorwacja (od 1979)
- Piran, Słowenia (od 1981)
- Wollongong, Australia (od 1981)
- Windsor, Kanada (od 1981)
- Budva, Czarnogóra (od 1984)
- Pogradec, Albania (od 2002)
- Yalova, Turcja (od 2010)
- Trogir, Chorwacja (od 2011)
- Safranbolu, Turcja (od 2011)
- Gmina Vidovec, Chorwacja (od 2012)
- Inđija, Serbia (od 2012)